# Béla Fleck
Béla Anton Leoš Fleck (New York, 10 luglio 1958) è un suonatore di banjo e compositore statunitense, considerato un virtuoso del banjo.
Il suo modo di suonare il banjo è un modo rivoluzionario, e si avvicina molto a sonorità nuove e sperimentali. Frequenta la High School of Music and Arts di New York, dove però non è previsto l'insegnamento del banjo come strumento musicale e allora deve approfondirne lo studio esternamente all'accademia. Vivendo a New York ha la possibilità di provare varie esperienze musicali, ma quella che lo formerà di più sarà il concerto con Chick Corea e Stanley Clarke. In seguito sarà interessato in varie collaborazioni musicali importanti e nel 1988 formerà il gruppo Béla Fleck and the Flecktones. Dal 2005 ha fatto parte, con il bassista Stanley Clarke, del "supergruppo" TRIO! formato da Jean-Luc Ponty.

## Discografia parziale
- 1979 - "Crossing the tracks" con Bob Applebaum (mandolin), Russ Barenberg (guitar), Sam Bush e Brandy Sabien (fiddle), Mark Schatz (acoustic bass), Pat Enright (vocals) e Jerry Douglas (dobro).
- 1995 - Hightower, Asleep at the Wheel, con Johnny Gimble - (Capitol) Grammy Award for Best Country Instrumental Performance
- 1998 - Left of Cool (Warner Bros.)
- 2000 - Leaving Cottondale, con Alison Brown - (Compass) Grammy Award for Best Country Instrumental Performance
- 2001 - Doctor Gradus Ad Parnassum da Children's Corner, con Edgar Meyer - (Sony Classical) Grammy Award for Best Instrumental Arrangement
- 2001 - Perpetual Motion, con Edgar Meyer e Joshua Bell - (Sony Classical) - Grammy Award for Best Classical Crossover Album
- 2008 - Throw Down Your Heart - (The Old School) - Grammy Award for Best Pop Instrumental Performance
- 2009 - Throw Down Your Heart: Tales from the Acoustic Planet, Vol. 3: Africa Sessions - (Rounder) - Grammy Award for Best Contemporary World Music Album
- Throw Down Your Heart, Africa Sessions Part 2: Unreleased Track - Grammy Award for Best Contemporary World Music Album
- Life in Eleven, con Howard Levy - Grammy Award for Best Instrumental Composition
- 2007 - The Enchantment, con Chick Corea - (Chick Corea Productions, Inc. & Bela Fleck Productions, Issued under exclusive license to Concord Music Group, Inc.) - Latin Grammy Award for Best Instrumental Album
- 2014 - Béla Fleck & Abigail Washburn, Rounder/Concord - Grammy Award al miglior album folk 2016